# Liste der denkmalgeschützten Objekte in Ziersdorf
Die Liste der denkmalgeschützten Objekte in Ziersdorf enthält die 50 denkmalgeschützten, unbeweglichen Objekte der Gemeinde Ziersdorf in Niederösterreich (Bezirk Hollabrunn).

## Denkmäler
| Foto  |                 | Denkmal                                                                                 | Standort                                                   | Beschreibung | Metadaten |
| ----- | --------------- | --------------------------------------------------------------------------------------- | ---------------------------------------------------------- | --- | --- |
| ja    | Datei hochladen | Bildstock HERIS-ID: 26070 Objekt-ID: 22525                                              | Standort KG: Dippersdorf                                   | Der Sandstein-Bildstock am südlichen Ortsausgang ist mit einem reliefierten Quaderaufsatz ausgestattet. Er stammt aus dem Jahre 1666. Das abschließende Steinkreuz wurde später bei einer Renovierung hinzugefügt. | BDA-Hist.: Q37899182 Status: § 2a Stand der BDA-Liste: 2025-06-30 Name: Bildstock GstNr.: 581                                                                                          |
| ja    | Datei hochladen | Figur heiliger Florian HERIS-ID: 26071 Objekt-ID: 22526                                 | Standort KG: Fahndorf                                      | Auf einem runden Volutenpostament, bezeichnet mit 1801, steht im Osten des Ortes Fahndorf eine Figur des hl. Florian. | BDA-Hist.: Q37899195 Status: § 2a Stand der BDA-Liste: 2025-06-30 Name: Figur heiliger Florian GstNr.: 271                                                                             |
| ja    | Datei hochladen | katholische Pfarrkirche heiliger Geist HERIS-ID: 26072 Objekt-ID: 22527                 | gegenüber Fahndorf 56 Standort KG: Fahndorf                | Die Pfarrkirche hl. Geist, die in der Ortsmitte von Fahndorf über der Böschungsmauer des Bachufers aufragt, ist eine spätbarocke Saalkirche mit spätgotischem Chor und Nordturm, die von einem Friedhof mit barockem Pfeilerportal umgeben ist. Das schlichte Langhaus hat abgeschrägte Ecken, gefaschte Flachbogenfenster und ein Satteldach, ein rundes Chorstiegenhaus im Westen und ein architraviertes Südportal. Der einjochige Chor verfügt über einen 5⁄8-Schluss, Strebepfeiler und Spitzbogenfenster. Der im Kern gotische Turm mit barocken Schallfenstern und Ortsteinrahmung wird von einem barocken Uhrengiebel und einem Zwiebelhelm bekrönt. | BDA-Hist.: Q37899209 Status: § 2a Stand der BDA-Liste: 2025-06-30 Name: katholische Pfarrkirche heiliger Geist GstNr.: 4 Pfarrkirche Fahndorf, Gemeinde Ziersdorf                      |
| ja    | Datei hochladen | Pfarrhof HERIS-ID: 26059 Objekt-ID: 22514                                               | Gettsdorf 1 Standort KG: Gettsdorf                         | Der Pfarrhof von Gettsdorf, 1686/1687 nördlich der Pfarrkirche errichtet, ist ein zweigeschoßiger, sechsachsiger, gedrungener Bau mit Walmdach. Er hat geschwungene Fenstersohlbänke, gerade Fensterverdachungen mit Profilierung, eine schlichte Fassade mit Lisenen und ein profiliertes Traufgesims. Das Erdgeschoß weist Stichkappentonnen- und Kreuzgratgewölbe auf. An der Seite führt ein im Scheitel mit 1686 bezeichnetes, barockes Rundbogentor mit reich verkröpftem Gebälk auf seitlichen Pilastern und gesprengtem Segmentgiebel zum Wirtschaftshof. Der achtseitige Wirtschaftstrakt, orthogonal zum Pfarrhof gelegen, ist ein zweigeschoßiger Bau mit Pfeilerarkaden im äußeren Erdgeschoßbereich und Stichkappentonnen im Inneren. | BDA-Hist.: Q37899016 Status: § 2a Stand der BDA-Liste: 2025-06-30 Name: Pfarrhof GstNr.: 2/1 Pfarrhof Gettsdorf, Gemeinde Ziersdorf                                                    |
| ja    | Datei hochladen | katholische Pfarrkirche heiliger Valentin HERIS-ID: 26058 Objekt-ID: 22513              | neben Gettsdorf 1 Standort KG: Gettsdorf                   | Die Pfarrkirche St. Valentin, an der Nordseite des Angers gelegen, ist eine barocke Saalkirche, die anstelle eines mittelalterlichen Vorgängerbaus und unter Verwendung von Teilen desselben in den Jahren von Pater Anselm Steyrer 1739 bis 1741 erbaut und seither mehrmals renoviert wurde. Die Kirche hat ein saalartiges Langhaus und einen einjochigen, rund geschlossenen Chor. Über einem quadratischen Grundriss erhebt sich der mächtige, vorstehende gotische Westturm mit barockem Obergeschoß und Zwiebelhelm. In den Chorecken liegen niedrige, aus der Flucht des Langhauses seicht vorspringende Sakristeianbauten. | BDA-Hist.: Q37899004 Status: § 2a Stand der BDA-Liste: 2025-06-30 Name: katholische Pfarrkirche heiliger Valentin GstNr.: 1 Pfarrkirche Gettsdorf                                      |
| ja    | Datei hochladen | Figur heiliger Florian HERIS-ID: 26060 Objekt-ID: 22515                                 | Gettsdorf 1, in der Nähe Standort KG: Gettsdorf            | Aus der zweiten Hälfte des 18. Jahrhunderts stammt die Statue des hl. Florian neben der Pfarrkirche. | BDA-Hist.: Q37899033 Status: § 2a Stand der BDA-Liste: 2025-06-30 Name: Figur heiliger Florian GstNr.: 6/5                                                                             |
| ja    | Datei hochladen | Tabernakelpfeiler HERIS-ID: 26065 Objekt-ID: 22520                                      | gegenüber Gettsdorf 44 Standort KG: Gettsdorf              | Die toskanische Säule mit Quaderaufsatz und Kreuzbekrönung aus dem Jahre 1800 trägt einen Quaderaufsatz mit Reliefs des Gnadenstuhls und der hll. Rochus und Barbara. | BDA-Hist.: Q37899102 Status: § 2a Stand der BDA-Liste: 2025-06-30 Name: Tabernakelpfeiler GstNr.: 480                                                                                  |
| ja    | Datei hochladen | Friedhof HERIS-ID: 26066 Objekt-ID: 22521                                               | bei Gettsdorf 68 Standort KG: Gettsdorf                    | Der Friedhof liegt am nördlichen Ortsausgang. In der östlichen Friedhofsmauer ist eine Reihe von gleichartigen barocken Grabsteinen mit zum Großteil verwitterten Reliefs und Inschriften zu sehen. Einer Inschrift beim Südportal zufolge hat Andere Kalinjockh und sein Hauswirtin den Grund im Jahre 1702 zur Verfügung gestellt, damit der Friedhof vom ursprünglichen Standort rund um die Kirche hierher verlegt werden konnte. | BDA-Hist.: Q37899116 Status: § 2a Stand der BDA-Liste: 2025-06-30 Name: Friedhof GstNr.: 287 Friedhof Gettsdorf                                                                        |
| ja    | Datei hochladen | Tabernakelpfeiler HERIS-ID: 26061 Objekt-ID: 22516                                      | Standort KG: Gettsdorf                                     | In den Feldern südwestlich des Ortes steht ein abgefaster Pfeiler mit Quaderaufsatz und abschließendem Steinkreuz. Im Tabernakel ist ein Relief Gnadenstuhl zu sehen. Der Bildstock ist mit 1783 und 1872 bezeichnet. | BDA-Hist.: Q37899044 Status: § 2a Stand der BDA-Liste: 2025-06-30 Name: Tabernakelpfeiler GstNr.: 467                                                                                  |
| ja    | Datei hochladen | Bildstock HERIS-ID: 26062 Objekt-ID: 22517                                              | Standort KG: Gettsdorf                                     | Aus dem Jahre 1831 stammt der Bildstock mit Quaderaufsatz auf toskanischer Säule und einem abschließenden Steinkreuz. Im Quaderaufsatz ist in einem Relief die Flucht der Israeliten aus Ägypten dargestellt. | BDA-Hist.: Q37899054 Status: § 2a Stand der BDA-Liste: 2025-06-30 Name: Bildstock GstNr.: 441                                                                                          |
| ja    | Datei hochladen | Bildstock HERIS-ID: 26063 Objekt-ID: 22518                                              | Standort KG: Gettsdorf                                     | Am nordwestlichen Ortsausgang befindet sich ein abgefaster Pfeiler mit Quaderaufsatz und abschließendem Steinkreuz aus der Zeit um 1700. Im Aufsatz hat er ein Relief. | BDA-Hist.: Q37899067 Status: § 2a Stand der BDA-Liste: 2025-06-30 Name: Bildstock GstNr.: 543                                                                                          |
| ja    | Datei hochladen | Figurenbildstock HERIS-ID: 26064 Objekt-ID: 22519                                       | Standort KG: Gettsdorf                                     | Auf einer toskanischen Säule aus dem Jahre 1831 ruht die Figurengruppe Marienkrönung. | BDA-Hist.: Q37899090 Status: § 2a Stand der BDA-Liste: 2025-06-30 Name: Figurenbildstock GstNr.: 480                                                                                   |
| ja    | Datei hochladen | Presshaus HERIS-ID: 26073 Objekt-ID: 22528                                              | Gettsdorf 111, bei Standort KG: Gettsdorf                  | In der Kellergasse steht ein Presshaus aus der ersten Hälfte des 19. Jahrhunderts. | BDA-Hist.: Q37899221 Status: Bescheid Stand der BDA-Liste: 2025-06-30 Name: Presshaus GstNr.: 130                                                                                      |
| ja    | Datei hochladen | Dreifaltigkeitssäule HERIS-ID: 26046 Objekt-ID: 22501                                   | bei Dorfstraße 31 Standort KG: Großmeiseldorf              | Im Süden des Ortes, beim Scheidlhof, erhebt sich auf einem Volutensockel, flankiert von Statuen der hll. Rochus und Sebastian, eine Wolkensäule mit abschließender Dreifaltigkeitsgruppe. Sie ist bezeichnet mit 1717 und wurde 1802 renoviert. Sie ist umgeben von einer Ketteneinfassung. | BDA-Hist.: Q37898835 Status: Bescheid Stand der BDA-Liste: 2025-06-30 Name: Dreifaltigkeitssäule GstNr.: 22                                                                            |
| ja    | Datei hochladen | Figurenbildstock heiliger Florian HERIS-ID: 26048 Objekt-ID: 22503                      | gegenüber Dorfstraße 59 Standort KG: Großmeiseldorf        | Auf einem mit 1636 bezeichneten Pfeiler steht die Figur des hl. Florian. | BDA-Hist.: Q37898848 Status: § 2a Stand der BDA-Liste: 2025-06-30 Name: Figurenbildstock heiliger Florian GstNr.: 2779/1                                                               |
| ja    | Datei hochladen | Bildsäule Ecce homo HERIS-ID: 26044 Objekt-ID: 22499                                    | gegenüber Großmeiseldorf 60 Standort KG: Großmeiseldorf    | Auf dem mit 1778 bezeichneten Volutensockel steht ein Hermenpfeiler, welcher eine Ecce homo Statuette trägt. | BDA-Hist.: Q37898781 Status: § 2a Stand der BDA-Liste: 2025-06-30 Name: Bildsäule Ecce homo GstNr.: 3716                                                                               |
| ja    | Datei hochladen | Pfarrhof HERIS-ID: 26054 Objekt-ID: 22509                                               | Kirchengasse 23 Standort KG: Großmeiseldorf                | Der Pfarrhof westlich der Kirche von Großmeiseldorf ist ein dreiachsiger, zweigeschoßiger Barockbau aus dem letzten Viertel des 18. Jahrhunderts. Er hat abgerundete Ecken und ist durch ein Ziegelwalmdach gedeckt. Die Fassade ist durch Putzbänder und Blendrahmen gegliedert. Sein schulterbogiges Oberlichtportal zeigt ein Wappen von Stift Melk. Der Bau hat barocke Fensterkörbe und ist im Erdgeschoß platzlgewölbt. | BDA-Hist.: Q37898921 Status: § 2a Stand der BDA-Liste: 2025-06-30 Name: Pfarrhof GstNr.: 220/1 Pfarrhof Großmeiseldorf, Gemeinde Ziersdorf                                             |
| ja    | Datei hochladen | katholische Pfarrkirche heilige Dreifaltigkeit HERIS-ID: 26053 Objekt-ID: 22508         | bei Kirchengasse 23 Standort KG: Großmeiseldorf            | Die auf der nördlichen Geländeschulter erhöht über Großmeiseldorf gelegene Pfarrkirche hl. Dreifaltigkeit ist eine spätbarocke Saalkirche mit südlich vorgestelltem Fassadenturm, erbaut von 1780 bis 1786. Zwischen den Giebelschrägen der Langhausfront erhebt sich der durch Erdgeschoßbänderung und Eckpilaster gegliederte, vorgestellte Südturm, der mit rundbogigen Schallfenstern, Uhrengiebeln und einem Zwiebelhelm ausgestattet ist. Das Langhaus ist durch Blendfelder und gefaschte Rundbogenfenster gegliedert. Der eingezogene, rund geschlossene Chor hat gefaschte Rundbogenfenster. | BDA-Hist.: Q37898906 Status: § 2a Stand der BDA-Liste: 2025-06-30 Name: katholische Pfarrkirche heilige Dreifaltigkeit GstNr.: 222/1 Pfarrkirche Großmeiseldorf                        |
| ja    | Datei hochladen | Friedhofskreuz HERIS-ID: 26052 Objekt-ID: 22507                                         | nordöstlich Kirchengasse 23 Standort KG: Großmeiseldorf    | Auf quadratischem Sockel mit Relief der hl. Maria steht das im Jahre 1799 errichtete Kruzifix. | BDA-Hist.: Q37898891 Status: § 2a Stand der BDA-Liste: 2025-06-30 Name: Friedhofskreuz GstNr.: 221                                                                                     |
| ja    | Datei hochladen | Figur heiliger Johannes Nepomuk HERIS-ID: 26050 Objekt-ID: 22505                        | bei Landstraße 1 Standort KG: Großmeiseldorf               | Die Statue des hl. Johannes Nepomuk steht auf einem Volutensockel, der mit 1771 bezeichnet ist. | BDA-Hist.: Q37898863 Status: § 2a Stand der BDA-Liste: 2025-06-30 Name: Figur heiliger Johannes Nepomuk GstNr.: 2773/2                                                                 |
| ja    | Datei hochladen | Gedenkstein HERIS-ID: 26055 Objekt-ID: 22510                                            | Standort KG: Großmeiseldorf                                | Der Bildstock mit einem aus dem Jahre 1790 (?) stammenden Relief der Hl. Dreifaltigkeit über dem Fegefeuer wurde im Jahre 1968 an dieser Stelle errichtet. | BDA-Hist.: Q37898956 Status: § 2a Stand der BDA-Liste: 2025-06-30 Name: Gedenkstein GstNr.: 2815/3                                                                                     |
| ja    | Datei hochladen | Bildstock, Schiererkreuz HERIS-ID: 26056 Objekt-ID: 22511                               | Standort KG: Großmeiseldorf                                | Der Tabernakelpfeiler wird von einem Steinkreuz bekrönt. | BDA-Hist.: Q37898977 Status: § 2a Stand der BDA-Liste: 2025-06-30 Name: Bildstock, Schiererkreuz GstNr.: 2778                                                                          |
| ja    | Datei hochladen | Bildstock HERIS-ID: 26043 Objekt-ID: 22498                                              | Standort KG: Großmeiseldorf                                | Der Tabernakelpfeiler mit Kreuzaufsatz stammt aus dem Jahre 1680. Im geschlossenen Tabernakel befindet sich auf einem Relief eine Darstellung der Hl. Familie. | BDA-Hist.: Q37898769 Status: § 2a Stand der BDA-Liste: 2025-06-30 Name: Bildstock GstNr.: 3471                                                                                         |
| ja    | Datei hochladen | Figurenbildstock, Knell-Kreuz HERIS-ID: 26045 Objekt-ID: 22500                          | Standort KG: Großmeiseldorf                                | Auf einem abgefasten Pfeiler ruht die Figurengruppe Gnadenstuhl, bezeichnet mit 1660 und 1836. | BDA-Hist.: Q37898820 Status: § 2a Stand der BDA-Liste: 2025-06-30 Name: Figurenbildstock, Knell-Kreuz GstNr.: 3575 Knellkreuz Großmeiseldorf                                           |
| ja    | Datei hochladen | Figur heiliger Donatus HERIS-ID: 26051 Objekt-ID: 22506                                 | Standort KG: Großmeiseldorf                                | Auf einem abgefasten mit 1772 bezeichneten Pfeiler steht eine Statue des hl. Donatus unter einem Blechdach. | BDA-Hist.: Q37898877 Status: § 2a Stand der BDA-Liste: 2025-06-30 Name: Figur heiliger Donatus GstNr.: 2787/6                                                                          |
| ja    | Datei hochladen | Wegkapelle HERIS-ID: 26057 Objekt-ID: 22512                                             | Standort KG: Hollenstein                                   | Die Wegkapelle an der Straße nach Gettsdorf ist ein kleiner nachbarocker Bau aus der ersten Hälfte des 19. Jahrhunderts. | BDA-Hist.: Q37898991 Status: § 2a Stand der BDA-Liste: 2025-06-30 Name: Wegkapelle GstNr.: 70                                                                                          |
| ja    | Datei hochladen | Bauernhof, ehem. Zehenthof HERIS-ID: 26067 Objekt-ID: 22522                             | Kiblitz 22 Standort KG: Kiblitz                            | Der ehemalige Zehenthof im Westen von Kiblitz ist ein ursprünglich barocker Vierseithof mit einem zweigeschoßigen, repräsentativen Vordertrakt mit einer spätbarocken Putzfassade des 18. Jahrhunderts über dem gebänderten Erdgeschoß. Die Fassade verfügt außerdem über eine Gliederung durch Pilaster, Fensterrahmungen mit Parapetfeldern im Obergeschoß und schmiedeeiserne Fensterkörbe aus dem späten 18. Jahrhundert. Der Komplex ist durch ein Rundbogenportal und eine platzlgewölbte Durchfahrt zugänglich. In den beiden Hofflügeln gibt es segmentbogige Säulenarkaden, am linken Trakt als Obergeschoßtrakt mit Platzlgewölben, wird auf das 18. Jahrhundert datiert. Der rechte Trakt hat eine flachgedeckte Laube, die mit 1886 bezeichnet ist. | BDA-Hist.: Q37899131 Status: Bescheid Stand der BDA-Liste: 2025-06-30 Name: Bauernhof, ehem. Zehenthof GstNr.: 9/1                                                                     |
| ja    | Datei hochladen | Ehem. Meierhof in Radlbrunn, sog. Brandlhof HERIS-ID: 26075 Objekt-ID: 22530            | Radlbrunn 24 Standort KG: Radlbrunn                        | Der ehemalige Meierhof neben der Pfarrkirche von Radlbrunn ist eine unregelmäßige Anlage mit zweigeschoßigem Wohntrakt aus dem 16./17. Jahrhundert. Er hat Hoflauben, eine Rundbogeneinfahrt und eine Darstellung des Gnadenstuhls als Haussegenrelief. | BDA-Hist.: Q898058 Status: Bescheid Stand der BDA-Liste: 2025-06-30 Name: Ehem. Meierhof in Radlbrunn, sog. Brandlhof GstNr.: 5/3, 5/4 Brandlhof Radlbrunn                             |
| ja    | Datei hochladen | Pranger HERIS-ID: 26069 Objekt-ID: 22524                                                | vor Radlbrunn 25 Standort KG: Radlbrunn                    | Der Pranger von Radlbrunn ist ein abgefaste quadratische Säule auf quadratischem Sockel mit gedrungenem Quaderaufsatz und abschließender Steinkugel. | BDA-Hist.: Q37899169 Status: § 2a Stand der BDA-Liste: 2025-06-30 Name: Pranger GstNr.: 2866/1                                                                                         |
| ja    | Datei hochladen | Pfarrhof HERIS-ID: 26078 Objekt-ID: 22533                                               | Radlbrunn 27 Standort KG: Radlbrunn                        | Der zweigeschoßige, fünfachsige und traufständige Spätbarockbau mit Schopfwalmdach wurde im Jahre 1725 erbaut und in den Jahren 1977 und 2011 restauriert. Die Fassade ist durch Pilaster und Stuckdekorationen der mit gekehlten Sohlbänken versehenen Obergeschoßfenster und der Giebelwände gegliedert. Über dem rechteckigen Steingewändeportal befindet sich eine Kartusche mit einem Lilienfeld-Wappen. Die Fassade ist durch ein umlaufendes gekehltes Traufgesims abgeschlossen. | BDA-Hist.: Q37899285 Status: § 2a Stand der BDA-Liste: 2025-06-30 Name: Pfarrhof GstNr.: 52 Rectory in Radlbrunn                                                                       |
| ja    | Datei hochladen | katholische Pfarrkirche heiliger Johannes der Täufer HERIS-ID: 26079 Objekt-ID: 22534   | gegenüber Radlbrunn 27 Standort KG: Radlbrunn              | Die Pfarrkirche hl. Johannes der Täufer ist eine barocke Saalkirche mit Südturm. Das vierjochige Langhaus, wahrscheinlich aus dem 17. Jahrhundert, und der leicht eingezogene, einjochige, apsidial geschlossene Chor von 1763 verfügen über kämpferartig abgesetzte Rund- und Segmentbogenfenster. Die Kirche ist durch einen barocken Portalvorbau zugänglich. Der an den Chor anschließende Südturm hat noch Schlitzfenster von gotischen Kern, außerdem barocke Rundbogenfenster, Uhrengiebel und einen Pyramidenhelm. Westlich liegt ein barocker Sakristeianbau. | BDA-Hist.: Q37899301 Status: § 2a Stand der BDA-Liste: 2025-06-30 Name: katholische Pfarrkirche heiliger Johannes der Täufer GstNr.: 15 Pfarrkirche hl. Johannes der Täufer, Radlbrunn |
| ja    | Datei hochladen | Bürgerhaus HERIS-ID: 26076 Objekt-ID: 22531                                             | Radlbrunn 41 Standort KG: Radlbrunn                        | Das traufständige zweigeschoßige Gebäude wurde in der zweiten Hälfte des 18. Jahrhunderts errichtet. Die Fassade ist im Erdgeschoß durch eine Putzquaderung gegliedert. | BDA-Hist.: Q37899263 Status: Bescheid Stand der BDA-Liste: 2025-06-30 Name: Bürgerhaus GstNr.: 142                                                                                     |
| ja    | Datei hochladen | Bildstock HERIS-ID: 26086 Objekt-ID: 22541                                              | vor Radlbrunn 67 Standort KG: Radlbrunn                    | Der Bildstock mit reliefiertem Quaderaufsatz und abschließendem Steinkreuz im Westen des Ortes ist mit 1665 bezeichnet. | BDA-Hist.: Q37899342 Status: § 2a Stand der BDA-Liste: 2025-06-30 Name: Bildstock GstNr.: 2866/1                                                                                       |
| ja    | Datei hochladen | Figur heiliger Johannes Nepomuk HERIS-ID: 26068 Objekt-ID: 22523                        | vor Radlbrunn 74 Standort KG: Radlbrunn                    | Die Figur des Heiligen steht auf einem mit 1736 bezeichneten Wappensockel. | BDA-Hist.: Q37899154 Status: § 2a Stand der BDA-Liste: 2025-06-30 Name: Figur heiliger Johannes Nepomuk GstNr.: 2866/6                                                                 |
| ja    | Datei hochladen | Bildstock HERIS-ID: 26087 Objekt-ID: 22542                                              | vor Radlbrunn 76 Standort KG: Radlbrunn                    | Der Reliefstein auf einem Quadersockel trägt eine Darstellung der Hl. Dreifaltigkeit und der hl. Maria aus dem 18. Jahrhundert. | BDA-Hist.: Q37899356 Status: § 2a Stand der BDA-Liste: 2025-06-30 Name: Bildstock GstNr.: 2866/7                                                                                       |
| ja    | Datei hochladen | Mariensäule HERIS-ID: 26077 Objekt-ID: 22532                                            | gegenüber Radlbrunn 92 Standort KG: Radlbrunn              | Aus dem 19. Jahrhundert stammt die Statue der Maria Immaculata vor der Pfarrkirche. | BDA-Hist.: Q37899276 Status: § 2a Stand der BDA-Liste: 2025-06-30 Name: Mariensäule GstNr.: 2866/1                                                                                     |
| ja    | Datei hochladen | Figur heiliger Veit HERIS-ID: 26089 Objekt-ID: 22544                                    | Standort KG: Radlbrunn                                     | Aus dem Jahre 1796 stammt die mehrmals restaurierte Figur des hl. Veit an der Straße nach Neudegg bei der Gemeindegrenze. | BDA-Hist.: Q37899370 Status: § 2a Stand der BDA-Liste: 2025-06-30 Name: Figur heiliger Veit GstNr.: 2474                                                                               |
| ja    | Datei hochladen | Bildstock HERIS-ID: 26090 Objekt-ID: 22545                                              | Standort KG: Radlbrunn                                     | Der Tabernakelpfeiler verfügt über ein bekrönendes Steinkreuz. | BDA-Hist.: Q37899383 Status: § 2a Stand der BDA-Liste: 2025-06-30 Name: Bildstock GstNr.: 3221                                                                                         |
| ja    | Datei hochladen | Figurenbildstock heiliger Donatus HERIS-ID: 26091 Objekt-ID: 22546                      | Standort KG: Radlbrunn                                     | Aus der zweiten Hälfte des 18. Jahrhunderts stammt der Figurenbildstock auf abgefastem Ornamentschaft. | BDA-Hist.: Q37899394 Status: § 2a Stand der BDA-Liste: 2025-06-30 Name: Figurenbildstock heiliger Donatus GstNr.: 1553                                                                 |
| ja    | Datei hochladen | Pfarrhof und Pfarrheim HERIS-ID: 6049 Objekt-ID: 1924                                   | Kiblitzer Straße 1 Standort KG: Rohrbach                   | Der Pfarrhof von Rohrbach ist ein zweigeschoßiger, faschengegliederter Bau des 18. Jahrhunderts, von einem Walmdach gedeckt und mit einem geschwungenen und übergiebelten Gartenportal ausgestattet. | BDA-Hist.: Q37873154 Status: § 2a Stand der BDA-Liste: 2025-06-30 Name: Pfarrhof und Pfarrheim GstNr.: 3/1 Pfarrhof Rohrbach, Gemeinde Ziersdorf                                       |
| ja    | Datei hochladen | katholische Pfarrkirche heiliger Andreas HERIS-ID: 6048 Objekt-ID: 1923                 | neben Kirchenplatz 1 Standort KG: Rohrbach                 | Die Pfarrkirche hl. Andreas im ehemaligen Kirchhof von Rohrbach ist eine barockisierte Saalkirche mit einem wahrscheinlich romanischen Baukern. Sie hat einen gleichfalls barockisierten, ursprünglich gotischen, wesentlich niedrigeren Chor und einen im Westen vorgestellten Turm. Das annähernd quadratische, zweijochige Langhaus zeigt durch die beachtliche barocke Erhöhung eine annähernd kubische Form. An der Westmauer ist in Höhe des Kernbaus eine Abstufung erkennbar. Der Bau verfügt über niedrige Strebepfeiler, Flachbogenfenster und ein Ziegelwalmdach. Der Westturm ist durch eine einheitliche Faschen- und Gesimsgliederung mit dem Langhaus zusammengefasst. Der stark eingezogene, einjochige Chor verfügt über einen Fünfachtelschluss, abgetreppte Strebepfeiler, vermauerte Spitzbogenfenster, Reste von Maßwerk und neuere Barockfenster. Nördlich am Chor liegt eine Kapelle des 14. Jahrhunderts, südlich ein zweigeschoßiger, barocker Sakristei- und Oratoriumsanbau. | BDA-Hist.: Q37873085 Status: § 2a Stand der BDA-Liste: 2025-06-30 Name: katholische Pfarrkirche heiliger Andreas GstNr.: 1/2 Pfarrkirche Rohrbach bei Ziersdorf                        |
| ja    | Datei hochladen | Pest- / Dreifaltigkeitssäule HERIS-ID: 6047 Objekt-ID: 1922                             | Standort KG: Rohrbach                                      | Über einem quadratischen Sockel erhebt sich westlich des Ortes eine Dreifaltigkeitssäule aus der ersten Hälfte des 19. Jahrhunderts. Daneben steht ein Opferstock. | BDA-Hist.: Q37873045 Status: § 2a Stand der BDA-Liste: 2025-06-30 Name: Pest- / Dreifaltigkeitssäule GstNr.: 1180                                                                      |
| ja BW | Datei hochladen | Gemeindeamt HERIS-ID: 6039 Objekt-ID: 1914                                              | Hauptplatz 1 Standort KG: Ziersdorf                        | Denkmalgeschützt sind die vordere und hintere Fassade sowie eine steinerne Wendeltreppe im Gebäudeinneren. Der zweigeschoßige Bau mit secessionistischer Fassade stammt aus dem Jahre 1910 und verfügt über einen Mittelturm mit Glockenhelm. | BDA-Hist.: Q37872709 Status: § 2a Stand der BDA-Liste: 2025-06-30 Name: Gemeindeamt GstNr.: 244                                                                                        |
| ja    | Datei hochladen | Tanzsaal, Jugendstilsaal HERIS-ID: 60586 Objekt-ID: 72905                               | Horner Straße 7 Standort KG: Ziersdorf                     | Der Ballsaal wurde im Jahr 1910 im Jugendstil errichtet und dient heute als Veranstaltungssaal. | BDA-Hist.: Q1770081 Status: Bescheid Stand der BDA-Liste: 2025-06-30 Name: Tanzsaal, Jugendstilsaal GstNr.: 233 Konzerthaus Weinviertel                                                |
| ja    | Datei hochladen | Gutshof / Meierhof, Kultur- und Kommunikationszentrum HERIS-ID: 6041 Objekt-ID: 1916    | Kremser Straße 1 Standort KG: Ziersdorf                    | Der Gebäudekomplex umfasst fünf miteinander verbundene Einzelobjekte. Das Eckhaus stammt aus dem späten 18. Jahrhundert. Das zweigeschoßige Objekt ist mit Faschen gegliedert, hat im Erdgeschoß klassizistische Fensterkörbe und im Obergeschoß Fensterläden aus Holz. | BDA-Hist.: Q37872852 Status: § 2a Stand der BDA-Liste: 2025-06-30 Name: Gutshof / Meierhof, Kultur- und Kommunikationszentrum GstNr.: 287/1                                            |
| ja    | Datei hochladen | Figurenbildstock, Gnadenstuhl HERIS-ID: 6045 Objekt-ID: 1920                            | Kremser Straße 41 Standort KG: Ziersdorf                   | Aus dem 18. Jahrhundert stammt die auf gedrungener Säule stehende Gnadenstuhl-Figurengruppe. | BDA-Hist.: Q37873030 Status: § 2a Stand der BDA-Liste: 2025-06-30 Name: Figurenbildstock, Gnadenstuhl GstNr.: 3156                                                                     |
| ja    | Datei hochladen | Wohnhaus, ehemaliger Stiftshof Melk, ehemaliger Pfarrhof HERIS-ID: 6042 Objekt-ID: 1917 | Pfarrhofgasse 3 Standort KG: Ziersdorf                     | Der zweigeschoßige Spätbarockbau aus dem Jahre 1784 hat eine mit Putzbändern gegliederte Fassade und ein Walmdach. | BDA-Hist.: Q37872936 Status: Bescheid Stand der BDA-Liste: 2025-06-30 Name: Wohnhaus, ehemaliger Stiftshof Melk, ehemaliger Pfarrhof GstNr.: 181                                       |
| ja    | Datei hochladen | Figur heiliger Florian HERIS-ID: 6037 Objekt-ID: 1912                                   | gegenüber Johann Steinböck-Platz 10 Standort KG: Ziersdorf | Vor der Apsis der Pfarrkirche steht die Figur des hl. Florian in barockem Stil. | BDA-Hist.: Q37872518 Status: § 2a Stand der BDA-Liste: 2025-06-30 Name: Figur heiliger Florian GstNr.: 3061/3                                                                          |
| ja    | Datei hochladen | Kath. Pfarrkirche hll. Wolfgang und Katharina HERIS-ID: 6038 Objekt-ID: 1913            | Johann Steinböck-Platz 10 Standort KG: Ziersdorf           | Die in der Ortsmitte gelegene Pfarrkirche hll. Wolfgang und Katharina ist eine nachbarocke Saalkirche mit Westturm und gotischem Chor. Der vorgestellte Turm von 1841/1842 ist durch Pilaster, Faschen und Gesimse gegliedert. Er wird von einem Pyramidenhelm bekrönt. Das schlichte Langhaus ist durch Rundbogenfenster geöffnet. Der eingezogene, einjochige Chor hat einen Fünfachtelschluss und wird auf die zweite Hälfte des 14. Jahrhunderts datiert. | BDA-Hist.: Q37872607 Status: § 2a Stand der BDA-Liste: 2025-06-30 Name: Kath. Pfarrkirche, hll. Wolfgang und Katharina GstNr.: 1, 2 Pfarrkirche Ziersdorf                              |
| ja    | Datei hochladen | Dreifaltigkeitssäule HERIS-ID: 26092 Objekt-ID: 22547                                   | Standort KG: Ziersdorf                                     | An der Straße nach Fahndorf steht die mit 1758 bezeichnete schlanke Dreifaltigkeitssäule auf quadratischem Sockel. | BDA-Hist.: Q37899409 Status: § 2a Stand der BDA-Liste: 2025-06-30 Name: Dreifaltigkeitssäule GstNr.: 3114/2                                                                            |

## Ehemalige Denkmäler
| Foto |                 | Denkmal                                                                                    | Standort                               | Beschreibung                                                                                                | Metadaten |
| ---- | --------------- | ------------------------------------------------------------------------------------------ | -------------------------------------- | --- | --- |
| ja   | Datei hochladen | Wegkapelle, Marien-/Mayerkapelle HERIS-ID: 26080 Objekt-ID: 22535 marterl.at: 6970bis 2024 | bei Radlbrunn 4 Standort KG: Radlbrunn | Die Wegkapelle im Osten des Ortes ist ein gequaderter Bau mit geschwungenem Giebel aus dem 19. Jahrhundert. | BDA-Hist.: Q37899315 Status: § 2a Stand der BDA-Liste: 2024-06-15 Name: Wegkapelle, Marien-/Mayerkapelle GstNr.: 2869/1 |